# Halowe Mistrzostwa Europy w Lekkoatletyce 1973 – pchnięcie kulą mężczyzn
Pchnięcie kulą mężczyzn – jedna z konkurencji technicznych rozgrywanych podczas halowych lekkoatletycznych mistrzostw Europy w hali Ahoy w Rotterdamie. Rozegrano od razu finał 11 marca 1973. Zwyciężył reprezentant Czechosłowacji Jaroslav Brabec. Tytułu zdobytego na poprzednich mistrzostwach nie bronił Hartmut Briesenick z Niemieckiej Republiki Demokratycznej.

## Rezultaty
Rozegrano od razu finał, w którym wzięło udział 12 miotaczy.

Opracowano na podstawie materiału źródłowego.
| Poz. | Zawodnik           | Reprezentacja   | Próby | Próby | Próby | Próby | Próby | Próby | Wynik | Uwagi |
| Poz. | Zawodnik           | Reprezentacja   | 1     | 2     | 3     | 4     | 5     | 6     | Wynik | Uwagi |
| ---- | ------------------ | --------------- | ----- | ----- | ----- | ----- | ----- | ----- | ----- | ----- |
| 01 ! | Jaroslav Brabec    | Czechosłowacja  | 19,89 | 20,20 | 20,17 | 20,27 | 20,29 | x     | 20,29 | NR    |
| 02 ! | Gerd Lochmann      | NRD             | 19,92 | 19,28 | 20,12 | 20,00 | 19,92 | 19,74 | 20,12 |       |
| 03 ! | Jaromír Vlk        | Czechosłowacja  | x     | 19,27 | 19,68 | x     | x     | x     | 19,68 |       |
| 4.   | Rimantas Plungė    | ZSRR            | 17,86 | 19,48 | 18,48 | 18,56 | x     | x     | 19,48 |       |
| 5.   | Rickard Bruch      | Szwecja         | 19,29 | x     | x     | x     | 18,55 | 18,52 | 19,29 |       |
| 6.   | Wyłczo Stoew       | Bułgaria        | 17,43 | 18,34 | 19,29 | x     | 18,49 | x     | 19,29 |       |
| 7.   | Geoff Capes        | Wielka Brytania |       |       |       |       |       |       | 19,26 |       |
| 8.   | Ferdinand Schladen | RFN             |       |       |       |       |       |       | 19,05 |       |
| 9.   | Mike Winch         | Wielka Brytania |       |       |       |       |       |       | 18,52 |       |
| 10.  | Matti Yrjölä       | Finlandia       |       |       |       |       |       |       | 18,03 |       |
| 11.  | Anatolij Jarosz    | ZSRR            |       |       |       |       |       |       | 17,78 |       |
| 12.  | Gerhard Steines    | RFN             |       |       |       |       |       |       | 17,69 |       |